# Лука Дедић
Лука Дедић (Београд, 1973) српски је академски сликар.

## Биографија
Дипломирао је 2001. године на Академији ликовних уметности на Цетињу, у класи професора Јакова Ђуричића. Магистрирао на Факултету Ликовних Уметности у Београду, 2007. године у класи професора Мила Грозданића.
Од 2003. године ради као сарадник Републичког завода за заштиту споменика културе на заштити живописа. Учествовао је на изради специјалних панела који су део сталне мултимедијалне поставке у манастиру Студеница.
У статусу је слободног уметника и члан Удружења ликовних уметника од 2014. године.
Син је српског академског сликара Милутина Дедића и брат српског монтажера Филипа Дедића. Синовац је познатог југословенског и хрватског кантаутора Арсена Дедића и брат од стрица хрватског музичара Матије Дедића.

## Самосталне изложбе
- 2006. Кућа Ђуре Јакшића, Београд, изложба слика „Несмотреност”
- 2007. Галерија ФЛУ, Београд, изложба графике „Aнатомија Графике”
- 2007. Библиотека Илија Гарашанин, Гроцка, изложба слика „Несмотреност”
- 2007. Медија Центар, Београд, изложба слика „И даље несмотреност”
- 2008. Рашка, изложба слика
- 2009. Галерија Икар, Земун, изложба слика „У потрази за изгубљеним оптимизмом”
- 2009. Галерија „Авангарда”, Београд, изложба слика
- 2009. Галерија „УЛУС”, Београд, „Лична Колекција”, литографије
- 2011. Дом Кутуре Смедерево, изложба поводом манифестације Дани Поезије
- 2013. Дом културе „Браћа Стаменковић”, Београд, изложба слика
- 2013. Галерија Црвена Комуна у Петровцу на мору, изложба слика
- 2014. Галерија „УЛУС”, Београд, „Из Поднебесја”[5]
- 2014. Велика галерија СКЦ, Београд
- 2014. Кућа Краља Петра, „8 соба 8 уметника”
- 2016. Модерна Галерија Будва, изложба слика[6]

## Групне изложбе
- 2001. Изложба студената АЛУ на Цетињу
- 2001. Изложба нови чланови УЛУС-а, Галерија Цвијета Зузорић, Београд
- 2002—2011. Бијенале југословенске студентске графике, Дом културе Студентски град, Београд
- 2005. Мајска изложба графике београдског круга, Галерија Графички колектив
- 2006. Гравицел, Лил, Француска
- 2006. Београдски салон, Галерија Прогрес, Београд
- 2006. Бијенале графике (Метод Графика), Галерија Цвијета Зузорић, Београд
- 2007. Београдски салон , гал.Прогрес(Београд)
- 2007. Бијенале цртежа и мале пластике, Галерија Цвијета Зузорић, Београд
- 2007. Јесењи салон, Галерија Цвијета Зузорић, Београд
- 2007. Крајишки салон, Дом ваздухопловства, Земун
- 2008. Изложба графике, Галерија УЛУС-а, Београд
- 2008. Београдски салон, Руски Дом, Београд
- 2008. Бијенале Графике, Галерија Цвијета Зузорић, Београд
- 2008. Крајишки салон,Руски Дом, Београд
- 2009. Мајски Салон, Графички Колектив, Београд
- 2009. Крајишки салон, Галерија Дома Железнице, Београд
- 2019. Крајишки салон, Галерија Дома Железнице, Београд
- 2021. Крајишки салон, Галерија Дома Железнице, Београд

## Ликовне колоније
- 1997. Врњачка Бања, Србија
- 2016. Засавица, Србија
- 2016. Коломна, Русија
- 2016. Бечићи, Црна Гора
- 2016. Будва, Црна Гора
- 2020. Каленићи, Србија

## Награде
- 2001. Награда студентске изложбе за графику на Цетињу
- 2007. Награда Крајишког Ликовног Салона

## Галерија
- Не види шуму од дрвећа, туш перо
- Црква Студеница, туш перо
- Ходници манастира Крка, туш перо
- Црква Св. Јоакима и Ане, туш перо